# カット・ルース
『カット・ルース』（Cut Loose）は、ポール・ロジャースが1983年に発表した、ソロ名義では初のスタジオ・アルバム。バッド・カンパニーが一度解散した後に制作された。

## 解説
ロジャースの自宅のスタジオでレコーディングされ、自身が作詞・作曲、プロデュース、ボーカル、それに総ての楽器の演奏を一手に行った。「Superstar Woman」はバッド・カンパニー時代のアウトテイクの再録音で、バッド・カンパニーによるオリジナル・ヴァージョンは1999年のアルバム『バッド・カンパニー・アンソロジー』に初収録された。
本作の制作当時、ジミー・ペイジがロジャースのスタジオを訪れて共に曲作りを始め、それがザ・ファーム結成につながった。なお、ザ・ファームのセカンド・アルバム『ミーン・ビジネス』（1986年）には、本作収録曲「Live in Peace」のセルフ・カヴァーが収録されている。
ロジャースの母国イギリスではチャート入りを逃すが、アメリカのBillboard 200では135位を記録した。
リリースから25周年に当たる2008年、アメリカのフライデイ・ミュージックからリマスターCDが発売された。一方、日本ではオリジナル・リリース当時にLP (P-11389)は発売されたが、2015年8月現在、日本盤CDは発売されていない。

## 収録曲
全曲ともポール・ロジャース作。
1. "Fragile" - 4:47
2. "Cut Loose" - 3:41
3. "Live in Peace" - 5:01
4. "Sweet Sensation" - 3:18
5. "Rising Sun" - 4:10
6. "Boogie Mama" - 3:12
7. "Morning After the Night Before" - 4:15
8. "Northwinds" - 3:58
9. "Superstar Woman" - 5:01
10. "Talking Guitar Blues" - 4:05